# Karl Wernecke
Karl Wernecke (* 4. August 1885 in Wartenburg; † November 1945 im sowjetischen Speziallager Nr. 7 Sachsenhausen) war ein deutscher Kommunalpolitiker.

## Familie
Karl Wernecke wuchs in einem evangelischen Pfarrhaus mit mehreren Geschwistern heran. Seine Eltern waren der Pfarrer Gustav Ernst Wernecke (1842–1930) und Johanna, geb. Brunner (1851–1921). Er war verheiratet mit Gertrud Prause (1888–1968).

## Ausbildung
Wernecke erhielt seine Schulausbildung an der Landesschule Pforta bei Naumburg. Nach sechs Semestern Studium des Rechts absolvierte er 1907 die Referendarprüfung am Oberlandesgericht Naumburg und 1912 die große juristische Staatsprüfung in Berlin. Bereits 1910 wurde er an der Universität Halle zum Dr. iur. promoviert.

## Erste Berufserfahrungen
Erste Anstellungen im Kommunaldienst erhielt er in Eisleben und Charlottenburg. Im Mai 1914 trat Wernecke die Stelle des zweiten Bürgermeisters in Stendal an, von März 1915 bis 1918 nahm er jedoch als Leutnant und Bataillonsadjutant am Ersten Weltkrieg teil. Ab 1919 war er wieder als zweiter Bürgermeister in Stendal tätig. Wernecke begründete unter anderem die Volkshochschule, wirkte bei der Schaffung des Theaters der Altmark mit und engagierte sich im  Altmärkischen Museumsverein.

## Oberbürgermeister in Stendal
Im Jahr 1931 übernahm Wernecke den Posten des Oberbürgermeisters von Stendal. Vor 1933 war Wernecke Mitglied der Deutschnationalen Volkspartei und der Freimaurerloge Zur Goldenen Krone. Nach der Machtergreifung am 20. April 1933 beantragte Wernecke erfolglos eine Mitgliedschaft in der NSDAP. Im November 1933 trat er in die SA ein, die ihn im April 1934 wegen seiner Freimaurerzugehörigkeit wieder ausschloss. 1940 zählte er zu den Mitbegründern der Winckelmann-Gesellschaft. Im Jahr 1941 trat Wernecke der NSDAP bei. In der SA rückte er zum Sturmführer auf. Als sich am 12. April 1945 die US-Armee Stendal näherte, erteilte Wernecke als Oberbürgermeister die Anweisung, überall weiße Fahnen zu hissen und übergab die Stadt am Folgetag den Amerikanern. Dafür verurteilte ihn der zuständige Gauleiter zum Tode, doch kam das Urteil wegen der Kriegslage nicht zur Vollstreckung. Wernecke blieb im amerikanisch besetzten Stendal weiterhin Oberbürgermeister.

## Verhaftung und Tod
Nach dem Übergang Stendals an die Sowjetische Besatzungszone (SBZ) verhaftete die sowjetische Geheimpolizei NKWD Wernecke am 1. Juli 1945 und verbrachte ihn am 4. August ins Speziallager Nr. 7 Sachsenhausen. Im November 1945 verstarb Wernecke dort an einer Sepsis. Die Besatzungsmacht gab weder eine Anklage gegen ihn bekannt, noch die Todesnachricht. Dieses Schicksal teilte er beispielsweise mit den Oberbürgermeistern von Freiberg, Werner Hartenstein, und von Wurzen und Armin Graebert. Diese hatten ebenfalls als Bürgermeister ihre Städte kampflos übergeben.

## Veröffentlichungen
- Anfechtungsrecht und Widerspruchsklage. Dissertation der Juristischen Fakultät der Martin-Luther-Universität Halle-Wittenberg. C.A. Kaemmerer, Halle an der Saale 1909.